# Dracula ist wieder da
Dracula ist wieder da (Originaltitel: Dracula: The Series) ist eine 21-teilige US-amerikanische Fernsehserie aus dem Jahr 1990. Sie wurde ab dem 29. September 1990 auf dem Fernsehsender Syndicated ausgestrahlt. In Deutschland lief die Serie ab Mai 1993 bei TV München und von 2002 bis 2003 bei Junior.

## Handlung
Eileen Townsend und ihre beiden Söhne Max und Chris besuchen ihren Onkel Gustav  in Europa. Schon bald entdecken Max und Chris merkwürdige Dinge im Haus, wie zum Beispiel einen Holzpflock. Max glaubt sofort an Vampire. Er ist fasziniert von diesen und denkt, dass im Schloss des Ortes ein mächtiger Vampir wohnt. Chris hingegen verliebt sich sofort in Sophie Metternich, die bei Gustav lebt, um im Ort die Schule zu besuchen. 
Einige Zeit später trifft Eileen den erfolgreichen Bankier Alexander Lucard. Sie nimmt Max und Chris mit zu diesem Treffen. Alexander Lucard macht auf Max und Chris einen besonders guten Eindruck. Er mag Rapmusik und Mtv und bietet Chris an bei ihm Computerspiele zu spielen. Jedoch ist Alexander Lucard niemand anderes als Dracula höchstpersönlich. Max und Chris wissen dieses zunächst nicht. Max verdächtigt seinen Onkel Gustav ein Vampir zu sein. Daher flüchtet er zu Alexander Lucard. Sophie und Chris rennen ihm hinterher. Sie entdecken, dass es sich bei Alexander Lucard um einen Vampir handelt und fliehen gemeinsam mit ihrem hinzugeeilten Onkel Gustav. Dieser entpuppt sich als Vampirjäger Gustav Helsing. Gemeinsam versuchen Gustav, Sophie, Max und Chris Draculas Pläne zu vereiteln. Dabei schützen sie auch die Personen, die Dracula gerne vernichten möchte.

## Charaktere

### Alexander Lucard (Dracula)
Alexander Lucard ist ein erfolgreicher Bankier und einer der reichsten Männer der Welt. In der Öffentlichkeit zeigt er sich äußerst vornehm und stets freundlich. Allerdings ist er auch ein wenig arrogant und sehr von sich eingenommen. Außerdem verheimlicht er, dass er ein Vampir ist. Daher versucht er nie so viele Menschen zu töten, dass die Polizei auf ihn aufmerksam wird. Alexander versucht Gustav, Sophie, Chris und Max zu vernichten, arbeitet aber auch manchmal mit diesen zusammen. Als Alexander Lucard gegen seinen Erzfeind Nosferatu kämpft, unterstützt Max Alexander im Kampf gegen diesen und wird im Gegenzug von Alexander Lucard verschont. Außerdem schützt er Gustav, als ein Vampirjäger diesen töten will. Alexander Lucard hatte ein Verhältnis mit Margo Burton. Diese ist inzwischen verheiratet. Alexander liebt Margo noch immer. Er fühlt sich in ihrer Gegenwart menschlicher. Margo verließ ihn, nachdem sie herausgefunden hatte, dass er ein Vampir ist, obwohl Alexander beteuerte, dass er ihr niemals wehtun könne. Als Alexander Margo wiedertrifft, möchte er sie zu seiner Gefährtin machen, daher zwingt er Margo zu ihm zu kommen. Nur dann will er ihren Ehemann verschonen. Als er merkt, dass Margo ihn zwar gernhat, aber mit ihrem Ehemann glücklicher ist, lässt er sie zunächst gehen. Allerdings sorgt er dafür, dass das Flugzeug mit Margo und ihrem Ehemann abstürzt. Er glaubt, dass ein Leben ohne Liebe der Preis ist, den er dafür zahlen muss, um ein mächtiger und reicher Vampir zu sein. 

### Gustav Helsing
Gustav Helsing entstammt einer Generation von Vampirjägern. Er vernichtet Vampire. Gleichzeitig ist er jedoch auch Wissenschaftler und hat zuvor an der Universität unterrichtet. Gustav hat einen Sohn namens Klaus. Dieser ist ein Vampir. Als ein Vampirjäger Klaus vernichten möchte, warnt Gustav Klaus. Später hält er Klaus gefangen, um einen Weg zu finden, ihn wieder zum Menschen zu machen. Gustav ist der Onkel von Chris und Max. Gustav ist immer noch in seine alte Jugendliebe Anna Dyson verliebt. Diese heiratete jedoch einen Freund von ihm.

### Sophie Metternich
Sophie Metternich wohnt bei Gustav Helsing. Sie besucht die Schule im Ort und macht sich gemeinsam mit Gustav auf die Jagd nach Vampiren. Sophie verliebt sich in Chris, mit dem sie später eine Liebesbeziehung führt.

### Chris Townsend
Chris Townsend ist der große Bruder von Max. Er liebt Computerspiele und Rapmusik. Außerdem spielt er E-Gitarre, singt gerne und schreibt Songs. Chris verliebt sich in Sophie und führt mit ihr eine Liebesbeziehung, die er jedoch am liebsten vor seinem kleinen Bruder geheim halten will.

### Max Townsend
Max Townsend ist der kleine Bruder von Chris. Er liebt Vampire und alles Übernatürliche. Von Dracula ist er zunächst fasziniert und will ein Autogramm von diesem. Gleichzeitig hat er jedoch Angst vor ihm und versucht sich und seine Familie so gut wie möglich vor Dracula zu schützen.

### Eileen Townsend
Eileen Townsend ist die alleinerziehende Mutter von Chris und Max. Sie ist eine Geschäftsfrau und ständig unterwegs, um neue Aufträge zu bekommen. Daher bittet sie ihren Bruder Gustav sich um Chris und Max zu kümmern. Sie besucht ihre Kinder jedoch immer wieder. Eileen ist die einzige aus der Familie, die nicht weiß, dass Vampire existieren und gerät deshalb immer wieder in Gefahr.

### Klaus Helsing
Klaus Helsing ist der Sohn von Gustav. Er wurde vor 13 Jahren zum Vampir und ist ein Untergebener von Alexander Lucard. Mit seiner Umwandlung zum Vampir hat sich Klaus komplett verändert. Der einst sehr liebenswerte, freundliche Sohn wurde zu einem blutrünstigen Vampir. Klaus hat unzählige Menschen getötet, so dass sogar Alexander Lucard diesem befiehlt seine Jagd auf Menschen zu limitieren, so dass die Polizei nicht auf Vampire aufmerksam wird. Da Klaus weiter in einem großen Ausmaß mordet, möchte Lucard diesen vernichten. Klaus wird jedoch von seinem Vater gefangen. Dieser möchte Klaus wieder zum Menschen machen.

## Vampirbild
Genau wie im Dracula Roman können Vampire ins Sonnenlicht gehen. Allerdings besitzen sie im Sonnenlicht ihre Kräfte nicht. Wollen Vampire ein Haus betreten, müssen sie eingeladen werden. Wird ein Mensch nur einmal von einem Vampir gebissen, wird er zu einer Art willenlosen Zombie. Der Vampir, der den Menschen gebissen hat, kann mit diesem in dessen Gedanken kommunizieren. Dieses gelingt auch, wenn der Mensch sehr weit entfernt ist. Wird die Bissstelle mit Weihwasser berührt, wird die Verwandlung in einen Vampir gestoppt. Ist die Verwandlung in einen Vampir abgeschlossen, ist dieses nicht mehr möglich. Nach einer Verwandlung kann der Vampirfluch nur durch eine Tat aus tiefer Liebe zu einem anderen Menschen gebrochen werden. Vampire können nicht in Foto- und Videoaufnahmen festgehalten werden. Einige sehr mächtige Vampire, wie z. B. Nosferatu können ihre Gestalt wechseln und das Aussehen einer beliebigen Person annehmen. Vampire können fliegen, müssen sich dazu jedoch in Fledermäuse verwandeln. Kreuze schützen vor Vampiren und halten sie fern. Wird ein Vampir mit einem Pflock durchs Herz gestochen, stirbt er. Wird ein Vampir getötet, löst er sich in nichts auf. Alle Vampire töten und trinken Blut. Es gibt jedoch einzelne, die mit ihrem Leben als Vampir und dem Blutdurst nicht zurechtkommen. Sie versuchen nicht zu töten und kein Blut zu trinken. Dieses Unterfangen endet fast immer mit dem Selbstmord des Vampirs.

## Episodenliste
| Nr. (ges.) | Nr. (St.) | Deutscher Titel                   | Originaltitel                                     | Erstausstrahlung USA | Deutschsprachige Erstausstrahlung (ja) | Regie          |
| ---------- | --------- | --------------------------------- | ------------------------------------------------- | -------------------- | -------------------------------------- | -------------- |
| 1          | 1         | Kinder der Nacht                  | Children Of The Night                             | 29. Sep. 1990        | Mai 1993                               | Allan Eastman  |
| 2          | 2         | Das Kreuz der Magyaren            | Double Cross                                      | 6. Okt. 1990         | 1993                                   | Allan Eastman  |
| 3          | 3         | Die Anti-Vampir-Tinktur           | The Vampire Solution                              | 13. Okt. 1990        | 1993                                   | Allan Eastman  |
| 4          | 4         | Besser als Kruzifix und Knoblauch | The Boffin                                        | 20. Okt. 1990        | 1993                                   | Allan Eastman  |
| 5          | 5         | Grüße von Nosferatu               | Double Darkness                                   | 27. Okt. 1990        | 1993                                   | Randy Bradshaw |
| 6          | 6         | Das schwarze Schaf                | Black Sheep                                       | 3. Nov. 1990         | 1993                                   | Allan Eastman  |
| 7          | 7         | Das Kino des Schreckens           | What A Pleasant Surprise!                         | 10. Nov. 1990        | 1993                                   | Allan Eastman  |
| 8          | 8         | Die schreckliche Mutter           | Damsel In Distress                                | 17. Nov. 1990        | 1993                                   | René Bonnière  |
| 9          | 9         | Die Hellseherin                   | Mind Over Matter                                  | 24. Nov. 1990        | 1993                                   | Allan Eastman  |
| 10         | 10        | Eine kleine Nachtmusik            | A Little Nightmare Music                          | 1. Dez. 1990         | 1993                                   | René Bonnière  |
| 11         | 11        | Ein Kunstfreund mit Biss          | Get A Job                                         | 8. Dez. 1990         | 1993                                   | Allan King     |
| 12         | 12        | Des Sängers Fluch                 | The Great Tickler                                 | 15. Dez. 1990        | 1993                                   | Allan King     |
| 13         | 13        | Blutvergiftung                    | Bad Blood                                         | 19. Jan. 1991        | 1993                                   | Randy Bradshaw |
| 14         | 14        | Die Königin der Nacht             | Sophie, Queen Of The Night                        | 26. Jan. 1991        | 1993                                   | Allan King     |
| 15         | 15        | Zu hoch gepokert                  | My Girlfriend’s Back And There’s Gonna Be Trouble | 2. Feb. 1991         | 1993                                   | Jeff Woolnough |
| 16         | 16        | Die Vampirjägerin                 | My Fair Vampire                                   | 9. Feb. 1991         | 1993                                   | Michael Sloan  |
| 17         | 17        | Die Falle                         | The Decline Of The Romanian Vampire               | 16. Feb. 1991        | 1993                                   | Jeff Woolnough |
| 18         | 18        | Verliebt in einen Vampir          | I Love Lucard                                     | 23. Feb. 1991        | 1993                                   | Allan Kroeker  |
| 19         | 19        | Das Zeitloch                      | Klaus Encounters Of The Interred Kind             | 11. Apr. 1991        | 1993                                   | René Bonnière  |
| 20         | 20        | Vampir zum aufblasen              | Bats In The Attic                                 | 27. Apr. 1991        | 1993                                   | René Bonnière  |
| 21         | 21        | Graf Dracula bittet zu Tisch      | My Dinner With Lucard                             | 4. Mai 1991          | 1993                                   | Allan Kroeker  |

## Hintergründe
Dracula ist wieder da wurde in Luxemburg gedreht. Geordie Johnson übernahm die Hauptrolle des Alexander Lucards (Dracula). In Dracula ist wieder da traten einige bekannte Fernsehdarsteller in Nebenrollen auf. Darunter waren zum Beispiel Kim Coates (aus Prison Break) und Geraint Wyn Davies. Letzterer spielte in der Vampirserie Nick Knight – Der Vampircop den Vampir Nick Knight. Die Serie wurde von 1990 bis 1991 auf dem US-amerikanischen Fernsehsender Syndicated ausgestrahlt.
Dracula ist wieder da ist in Nordamerika auf DVD erschienen. Außerdem wurde die Serie im asiatischen, englischen und südafrikanischen Fernsehen ausgestrahlt. In Deutschland lief sie ab Mai 1993 bei TV München und von 2002 bis 2003 bei Junior. Dracula ist wieder da richtet sich eher an ein jugendliches Publikum. Die Serie hat eine Gesamtlänge von 406 Minuten und endet mit einem Cliffhanger.

## Staffel 2
Die zweite Staffel wurde nie gedreht, da die Serie vorher abgesetzt wurde. Allerdings wurden Entwürfe für die ersten vier Episoden der zweiten Staffel geschrieben und veröffentlicht. Die Serie sollte in eine dunklere Richtung gehen, ihren Humor jedoch beibehalten. Die Zuschauer sollten außerdem mehr über Alexander Lucards und Gustav Helsings Vergangenheit erfahren.